# Polly Arnold
Polly Louise Arnold (24 de julio de 1972) es una química y académica británica. Es directora de la división de ciencias químicas del Laboratorio Nacional Lawrence Berkeley y profesora de química en la Universidad de California en Berkeley. Anteriormente ocupó la Cátedra Crum Brown de Química en la Universidad de Edimburgo y una beca de carrera del Consejo de Investigación de Ingeniería y Ciencias Físicas (EPSRC).

## Educación
Arnold se educó en Notting Hill, Ealing High School y Westminster School. Estudió química en Brasenose College, Oxford (BA) y trabajó con Dermot O'Har  y Matthew Rosseinsky. Se mudó a la Universidad de Sussex para realizar una investigación de posgrado, donde su título de Doctor en Filosofía fue supervisado por Geoffrey Cloke.

## Investigación y carrera
La investigación de Arnold se enfoca en la química sintética exploratoria, particularmente en la creación de complejos que exhiben uniones estructurales inusuales con un metal de transición, y la química de los lantánidos y los actínidos. Tal conocimiento sustenta el descubrimiento de catalizadores y nuestra comprensión del comportamiento de los residuos nucleares.

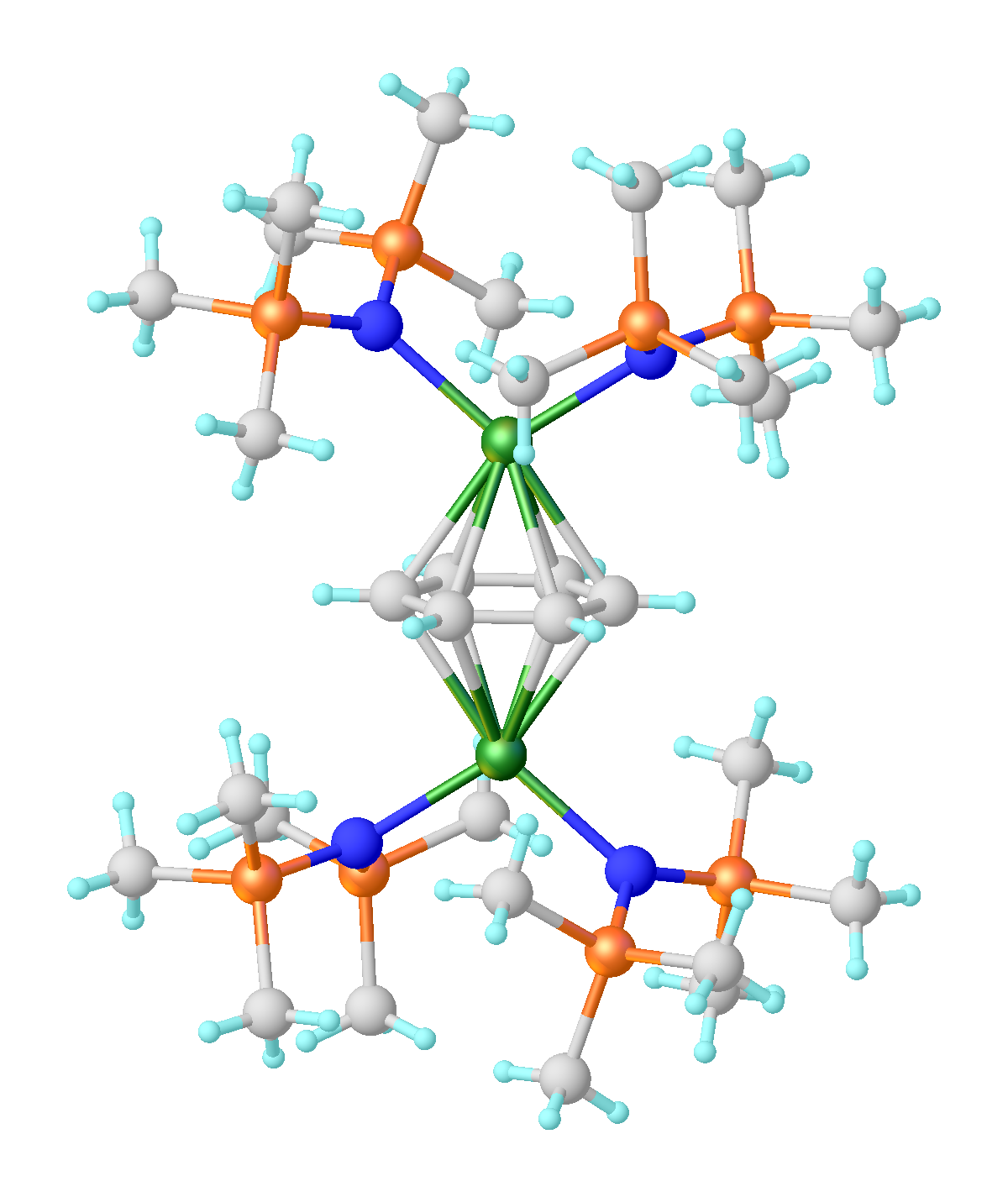
Estructura de C _{6} H _{6} [U (Ntms _{2}) _{2} ] _{2} del laboratorio de Arnold

Arnold fue becaria postdoctoral del Programa Fulbright en el Instituto de Tecnología de Massachusetts (MIT), donde trabajó con Christopher C. Cummins antes de regresar al Reino Unido a una conferencia en 1999. Su investigación se centra en el diseño y síntesis de complejos de bloques-f altamente reactivos que pueden activar moléculas pequeñas inertes como Oxocarbono, Nitrógeno e Hidrocarburo, que pueden proporcionar información fundamental sobre la estructura y la unión en la parte inferior de la Tabla periódica de los elementos. 
Arnold ha dado conferencias en todo el mundo, asesoró al gobierno y la industria, y aparece regularmente en los medios de comunicación dominantes y redes sociales para discutir la importancia y los beneficios de la diversidad en la fuerza laboral de CTIM, ciencia, tecnología, ingeniería y matemáticas, las materias integradas en la Educación STEM.

## Premios y distinciones
Arnold recibió el Premio Rosalind Franklin en 2012 por sus logros científicos y su idoneidad como modelo a seguir y propuesta para promover a las mujeres en STEM. Este premio se utilizó para financiar la creación del documental A Chemical Imbalance, donde es la productora ejecutiva. Ese mismo año, también recibió el Premio Corday-Morgan de la Royal Society of Chemistry por sus "contribuciones sobresalientes a la aplicación de la química de uranio, Compuesto organometálico a la activación de moléculas pequeñas". En 2012 fue elegida miembro de la Royal Society of Edinburgh (FRSE).
Fue nombrada Oficial de la Orden del Imperio Británico (OBE) en los honores de cumpleaños de 2017 por servicios a la química y a las mujeres en STEM. 
En 2018, recibió el premio Sir Geoffrey Wilkinson de la Royal Society of Chemistry (RSC) por su trabajo en química organometálica trans-uránica, y hasta ahora, es la única mujer que ha recibido este premio desde su inicio en 1999. Fue elegida miembro de la Royal Society (FRS) en 2018.

## Política
Arnold es abiertamente bisexual, muy activa por la igualdad de oportunidades de las mujeres en ciencia y en general, por una mayor diversidad en ciencia.